# ステップ (小説)
『ステップ』は、重松清による日本の小説。「恋まで、あと三歩。」（こいまで あとさんぽ）と題し『中央公論』2007年1月号から2009年2月号に連載、『ステップ』と改題し2009年3月に中央公論新社から刊行された。30歳で愛妻を亡くしシングルファーザーとなった男性が幼い娘とともに2人を取り巻く人々との交流の中で成長していく段階を連作短編形式で描く。
後に2012年3月25日に中公文庫から文庫化された。
山田孝之主演で映画化され、2020年7月17日に公開された。

## 収録作品
1. ケロ先生（初出：『中央公論』2007年1月号）
2. ライカでハロー・グッドバイ（初出：『中央公論』2007年4月号）
3. あじさい（初出：『中央公論』2007年7月号）
4. キュウリの馬に乗って（初出：『中央公論』2007年10月号）
5. サンタ・グランパ（初出：『中央公論』2008年1月号）
6. 彼岸過迄（初出：『中央公論』2008年4月号）
7. バトン（初出：『中央公論』2008年7月号）
8. ホップ、ステップ（初出：『中央公論』2008年10月号）
9. ジャンプ（初出：『中央公論』2009年2月号）

## 登場人物
武田健一
シングルファーザー。美紀が1歳半の時に妻・朋子を髄膜炎で亡くした後、1人で娘の美紀を育てている。
武田美紀
健一の娘。

## 書誌情報
単行本
- ステップ（2009年3月発売、中央公論新社、ISBN 978-4-12-004017-7）

文庫本
- ステップ（2012年3月25日発売、中公文庫、ISBN 978-4-12-205614-5）

## 映画
監督は飯塚健、主演は山田孝之で映画化され、2020年7月17日に公開された。

### キャスト
- 武田健一：山田孝之
- 武田美紀：田中里念（9〜12歳）、白鳥玉季（6〜8歳）、中野翠咲（2歳）
- ケロ先生：伊藤沙莉[6]
- 成瀬舞：川栄李奈[6]
- 榎本営業部長：岩松了
- 原雪先生：日高七海
- 村松良彦：角田晃広
- 村松翠：片岡礼子
- 斎藤奈々恵：広末涼子[6]
- 村松美千代：余貴美子
- 村松明：國村隼

### スタッフ
- 原作：重松清『ステップ』（中公文庫）
- 監督・脚本・編集：飯塚健
- 音楽：海田庄吾
- 主題歌：秦基博「在る」（AUGUSTA RECORDS / UNIVERSAL MUSIC LLC）[7]
- 製作：勝股英夫、松井智、多湖慎一、清水武善、佐竹一美、松田陽三
- エグゼクティブプロデューサー：寺島ヨシキ
- チーフプロデューサー：西山剛史、宇田川寧
- プロデューサー：高尾沙織、柴原祐一
- 撮影：川島周
- 照明：本間大海
- 録音：反町憲人
- 美術：佐久嶋依里
- 装飾：山本直輝
- ヘアメイク：内城千栄子
- 衣装：白石敦子
- 編集：木村悦子
- VFXスーパーバイザー：小坂一順
- 音響効果：松浦大樹
- スクリプター：石川愛子
- キャスティング：細川久美子
- 助監督：杉岡知哉
- 制作担当：後藤一郎
- ラインプロデューサー：濱松洋一
- 助成：文化庁文化芸術振興費補助金（映画創造活動支援事業） 独立行政法人日本芸術文化振興会
- 宣伝：KICCORIT
- 製作プロダクション：ダブ
- 製作幹事・配給：エイベックス・ピクチャーズ
- 製作：映画『ステップ』製作委員会（エイベックス・ピクチャーズ、ハピネット、名古屋テレビ放送、清栄コーポレーション、TBSラジオ、ダブ、中央公論新社）

### 封切り
当初は2020年4月3日に公開予定だったが、新型コロナウイルス感染症の感染拡大に伴い、同年7月17日に延期された。
なお、同年7月17日に公開されることが、7月2日に発表された。